# 南海美加の台

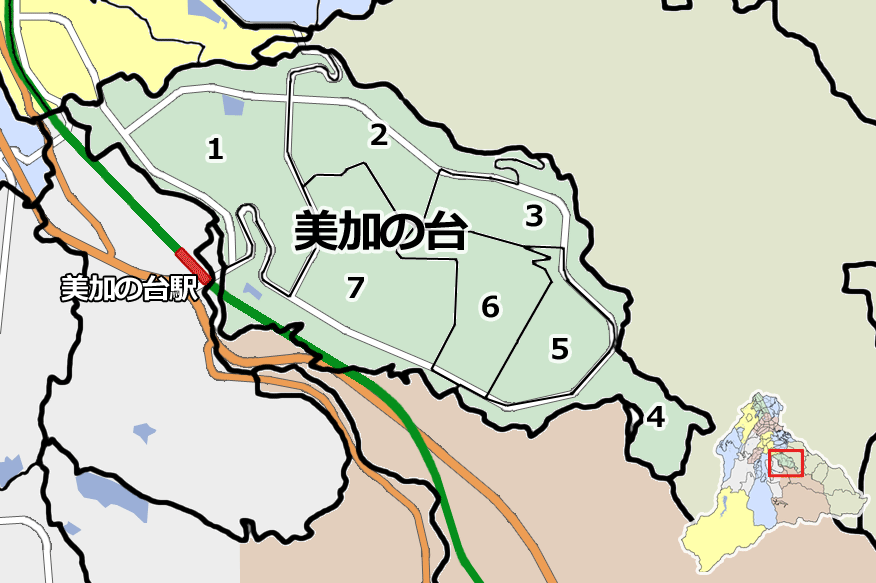
美加の台地域の地図

南海美加の台（なんかいみかのだい、英: Nankai Mika-no-Dai）は、大阪府河内長野市にあるニュータウン（新興住宅地）である。地名としては住居表示に基づき美加の台が用いられる。

## 概要

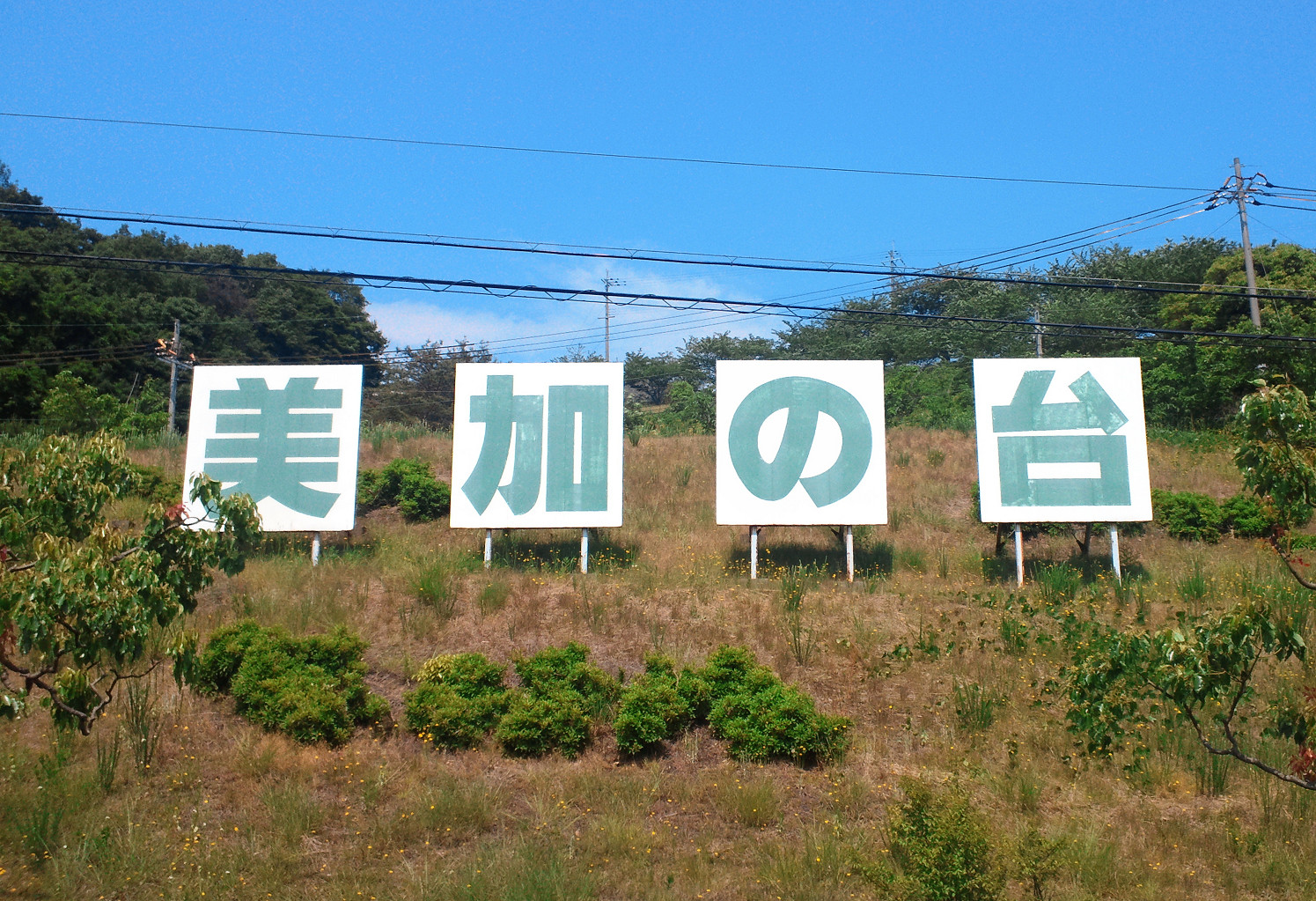
駅前付近の「美加の台」の看板

南海電気鉄道によって計画されたニュータウンであり、1984年9月22日に分譲が開始された。南海高野線美加の台駅を主に最寄駅とする。開発面積は148.9haで、河内長野市内のニュータウンでは一番広い。計画戸数3,000世帯、計画人口12,000人が居住する。キャッチコピーは山の手の街。生涯の邸（やかた）。
美加の台は丘の上という立地にあり、その周辺を山々に囲まれているため、自然豊かな環境にある。また、一方は大阪府内の最高峰金剛山を、もう一方は大阪市内のビル街を一望できるほか、8月1日にはPL花火を観ることができるなど、周囲の景観は非常に良い。
美加の台内は建築協定等によって商業施設の開業が制限されているが、7丁目の一部は商業地域と設定されていて、各種商店が並んでいる。また「みやび坂」と呼ばれる高級住宅街が存在する。全体的に歩道や遊歩道が多く整備されており、歩行者（特に児童）にとって安全な通行が確保されている。

## 地理

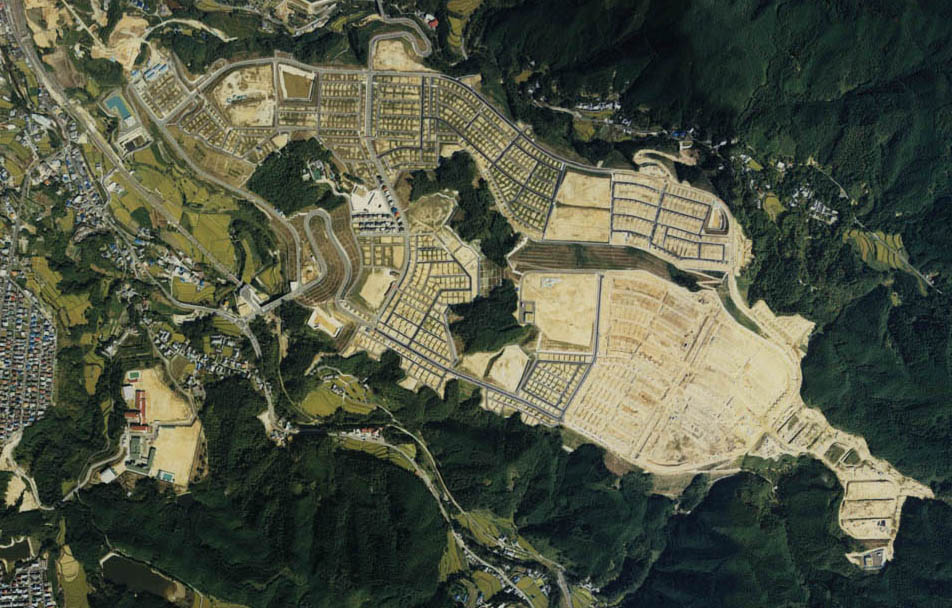
造成中の美加の台（1980年代）

住居表示は、美加の台1丁目から7丁目まである。用途地域は市街化区域・第1種低層住居専用地域・第1種高度地区の地域があり、地目は宅地である。大多数の地域が建ぺい率は40%、容積率80%となっている。また、ゆとりある空間を維持するため建築協定が制定されている。
駅前には、美加の台南海アーバンコンフォート、美加の台南海アーバンコンフォート弐番館が、住宅街には美加の台詩季が丘、美加の台南海アーバンパレスといったマンションがある。
団地内を通り抜けすることができないような道路網の整備がなされており、通勤・帰宅ラッシュを除いて交通量が大幅に抑えられているため、市内でも特に閑静な住宅街としての地位を得ている。ただし、ベッドタウンという特性上、平日昼間人口は少なく、建築協定の規制も相まって、7丁目以外の商店が少ないなどの課題も抱える。

### ライフライン
- 電気：関西電力
- ガス：都市ガス河内長野ガス
- 上下水道：河内長野市営上水道

## 施設

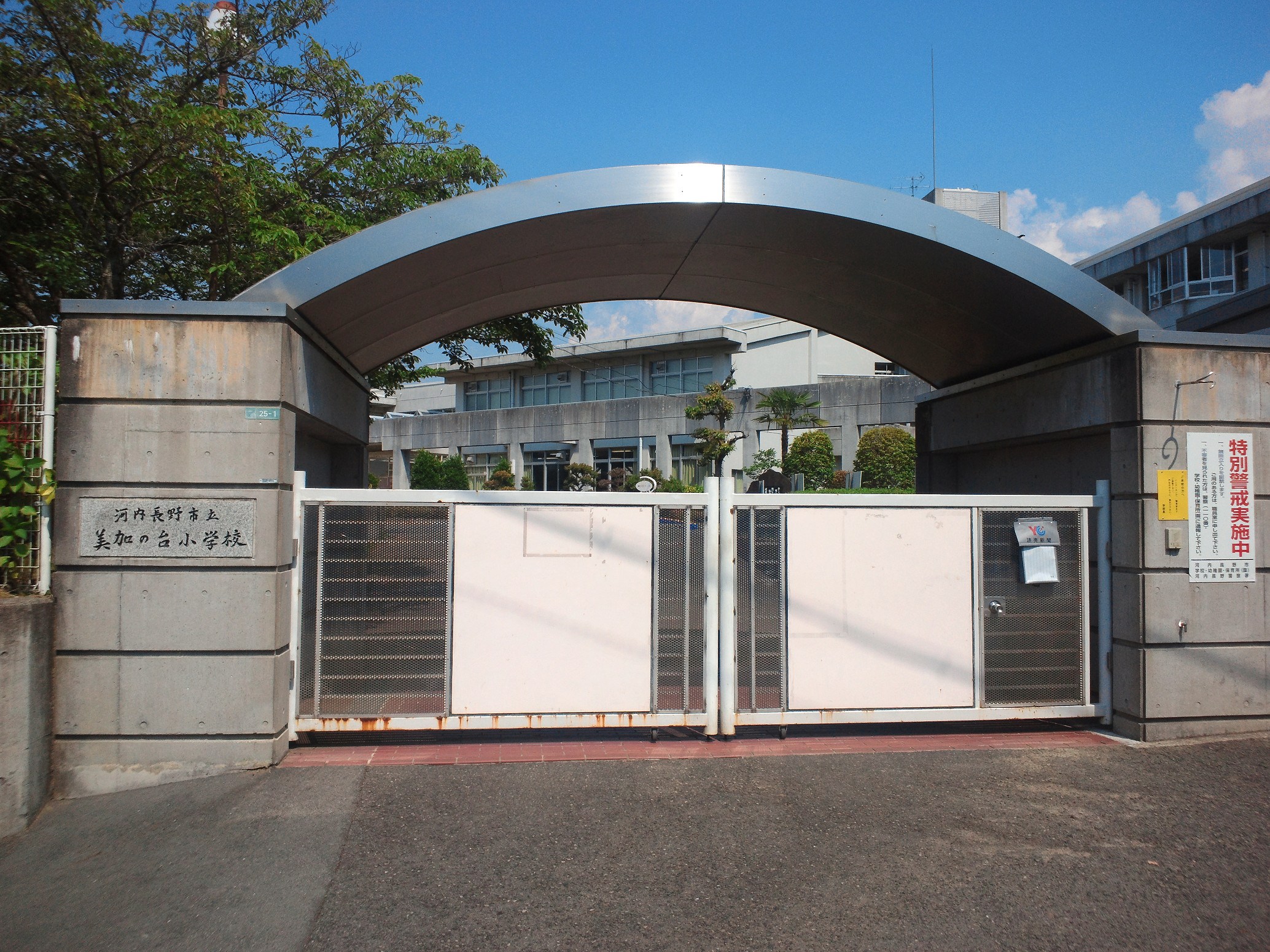
河内長野市立美加の台小学校

### 公共施設
括弧内は最寄りのバス停を示す。
- 美加の台保育園 : 美加の台1丁目（美加の台口）
- えぴーく幼稚園 : 美加の台2丁目（第一公園前）
- 河内長野市立美加の台小学校 : 美加の台3丁目（美加の台小学校前）
- 河内長野市立美加の台中学校 : 美加の台7丁目（美加の台中）
- 河内長野美加の台郵便局 : 美加の台7丁目（美加の台口）
- 公園 : 近隣公園の1号公園と2号公園、3号から10号公園の児童公園がある。

### 近隣の名勝・旧跡
- 赤坂上之山神社 : 美加の台1丁目（上之山神社前）
- 興禅寺 : 美加の台1丁目（上之山神社前）
- 延命寺 : 神ガ丘492（神ガ丘口）

## 交通アクセス

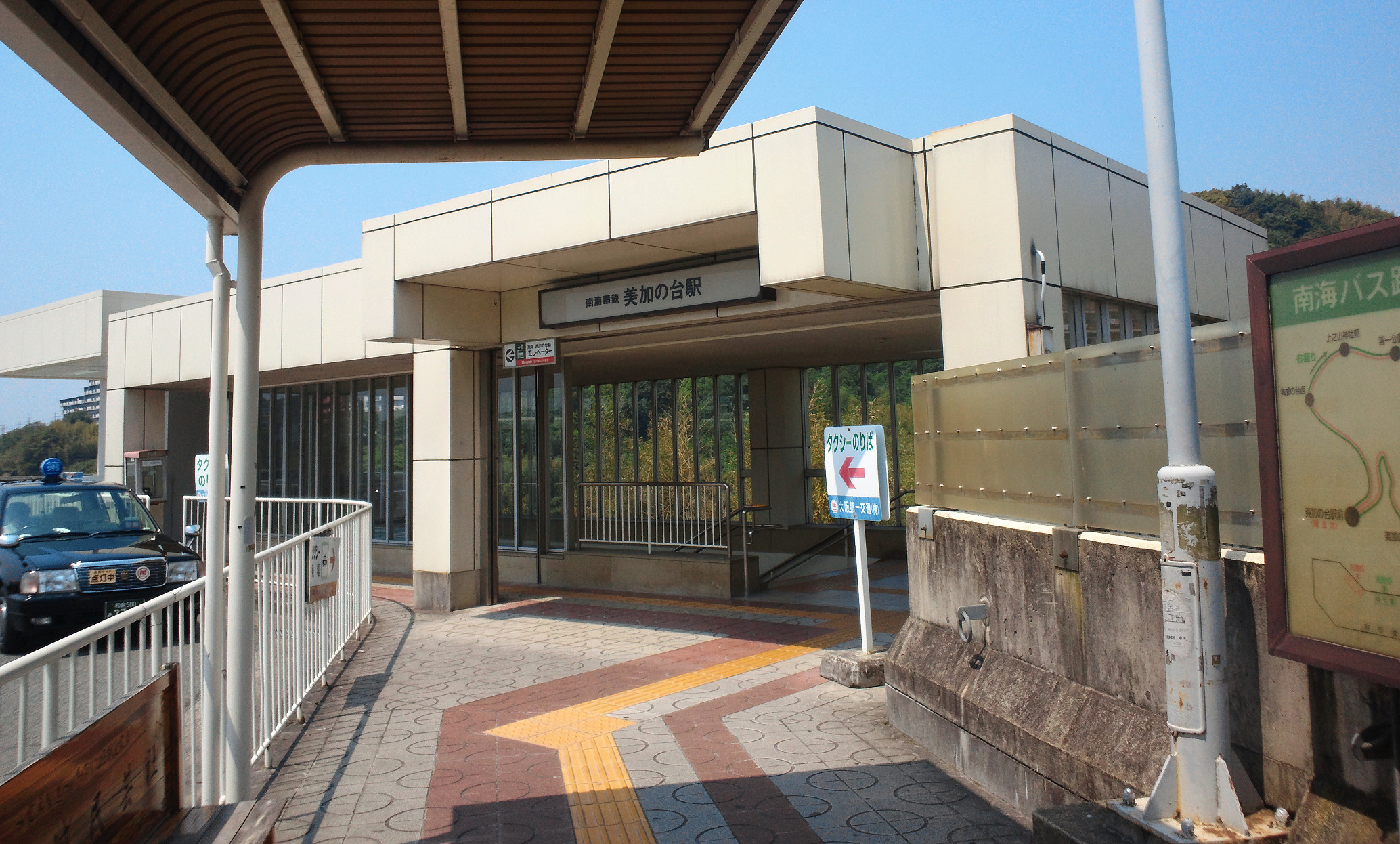
南海高野線 美加の台駅

### 鉄道
南海高野線の美加の台駅が最寄駅で、特急を除く全列車が停車する。また、日中を中心に隣の三日市町駅を始発・終点とする路線バスも運行されている。美加の台駅前には無料駐輪場やバスロータリーがある。
- 難波駅へは、急行・快速急行で最短32分。
- 天王寺駅へは、新今宮駅からJR大阪環状線乗り換えで約37分。
- 梅田駅へは、難波駅から地下鉄御堂筋線乗り換えで約47分。

### 路線バス・深夜急行バス
- 南海バス 美加の台団地線（深夜バス運行）
  - 美加の台左回り（40系統）
  - 美加の台右回り（41系統）
  - 三日市町駅東→美加の台左回り→三日市町駅東（特40系統、特40-1系統）
  - 三日市町駅東→美加の台右回り→三日市町駅東（特41系統、特41-1系統）
- モックルコミュニティバス
  - 大阪南医療センター行き（北行き）
- 南海深夜急行バス（降車のみ）

### 一般道路
国道371号から大阪外環状線（国道170号）や国道309号を利用して、阪神高速松原線三宅出入口や、阪和自動車道美原北IC・美原南IC、南阪奈道路羽曳野ICなどが利用できる。
- 国道371号バイパス
  - 大阪橋本道路（石仏バイパス）
- 美加の台環状道路